# FN TB VI
Pour les articles homonymes, voir T54.
Le FN TB VI ou T54 est un modèle de trolleybus fabriqué par la Fabrique nationale d'Herstal (FN) et les Ateliers de constructions électriques de Charleroi (ACEC) en 1954 pour le réseau de trolleybus liégeois de la société des Tramways unifiés de Liège et extensions (TULE).

## Histoire

### Contexte
Les TULE développent à Liège depuis les années 1930 un réseau dense de trolleybus desservant principalement les plateaux bordant la Meuse dont les coteaux aux pentes très fortes rendent le tramway peu efficace. Après la Seconde Guerre mondiale, le développement fulgurant de la circulation automobile et le désintérêt porté au tramway vont conduire au développement du réseau de trolleybus dont la maniabilité permet d'accompagner le développement de la circulation automobile sans la gêner. En parallèle, l'État belge procède à la rénovation des grandes chaussées et dans ce contexte, les TULE envisagent en 1951 de convertir en trolleybus les lignes de tramway 10 entre Liège et Fléron et 12 entre Liège et Ans, l'État belge accordant une subvention pour l'achat de trolleybus en échange de la suppression des voies en site spécial des tramways lors de la rénovation des chaussées.

### Le TB VI
Jusqu'à l'après-guerre, les trolleybus utilisés à Liège par les TULE sont d'un type similaire, mesurant moins de 9 mètres de long et 2,35 mètres de large avec un empattement court de moins de 5 mètres qui les rendent parfaitement adaptés pour les lignes desservant les plateaux.
Après la Seconde Guerre mondiale, constatant le fort développement du trafic automobile et le désintérêt porté au tramway, la FN étudie en 1947 un nouveau type de trolleybus de 10 mètres de long avec une conception autour d'une caisse-poutre, un moteur de traction plus puissant, un équipement de freinage moderne et une accessibilité facilité grâce à l'abaissement du plancher au niveau des portes. Ce prototype T48 ou TB V apporte de nombreuses améliorations par rapport aux véhicules en service à cette époque mais il va cependant rester sans suites.
En 1953, les TULE passent commande à la FN de vingt-cinq trolleybus pour remplacer les tramways de la ligne 10 vers Fléron suivie l'année suivante d'une commande de cinq autres véhicules pour remplacer les tramways sur la ligne 12 vers Ans. Ces deux lignes étant très empruntées (on y emploie des motrices à deux essieux roulant avec des remorques), la FN développe un nouveau type de trolleybus qui reprend les principales dispositions techniques du prototype TB V avec cependant une longueur augmentée à 12 mètres.

### Affectation
Numérotés 520 à 549, les véhicules sont livrés à partir de 1954 et sont affectés à la ligne 10 entre Liège et Fléron et son service partiel sous l'indice 11 entre Liège et Beyne-Heusay, puis en 1956, également sur la ligne 12 entre Liège et Loncin en remplacement du tramway. Ils servent en outre les week-ends sur les lignes 25, 37 et 38. Les trolleybus sont mis hors service lors de la fermetures des deux dernières lignes du trolleybus liégeois (n°10 et 12) en 1971.

## Caractéristiques

### Conception
La conception du véhicule reprend celle du prototype TB V constituée autour d'une caisse autoportante dite « caisse-poutre ». Les trolleybus produits jusqu'alors par la FN étaient conçus autour d'un conception à carrosserie sur châssis avec une ossature de caisse métallique soudée sur un chassis de la FN ou Brossel pour les T38/2. La conception à caisse autoportante introduite sur le prototype TB V supprime ces deux éléments pour le remplacer par un ensemble solidaire entièrement soudé ceci dans le but d'alléger le véhicule tout en renforçant sa solidité. Il se différencie néanmoins du TB V par la disposition des portes, la seconde étant placée dans l'empattement avant l'essieu arrière (elle était placée dans le porte-à-faux arrière sur le TB V), l'ensemble est de fait renforcé au niveau de cette porte.
Les véhicules adoptent également un pare-brise incliné anti-reflets selon une nouvelle disposition fréquemment rencontrée sur les autobus, trolleybus et tramways à cette époque.

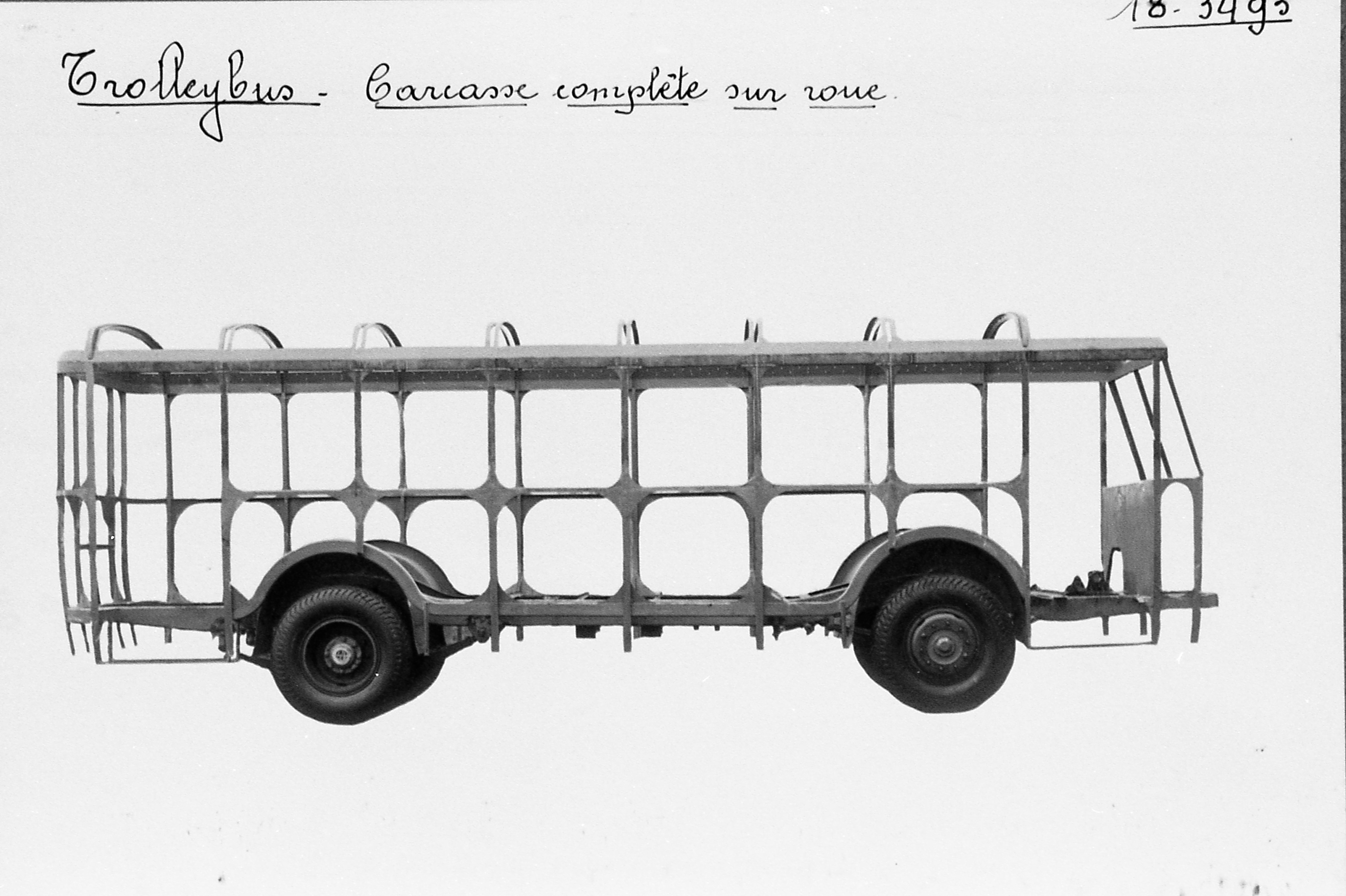
Ossature de caisse soudée sur châssis FN d'un trolleybus TB I.
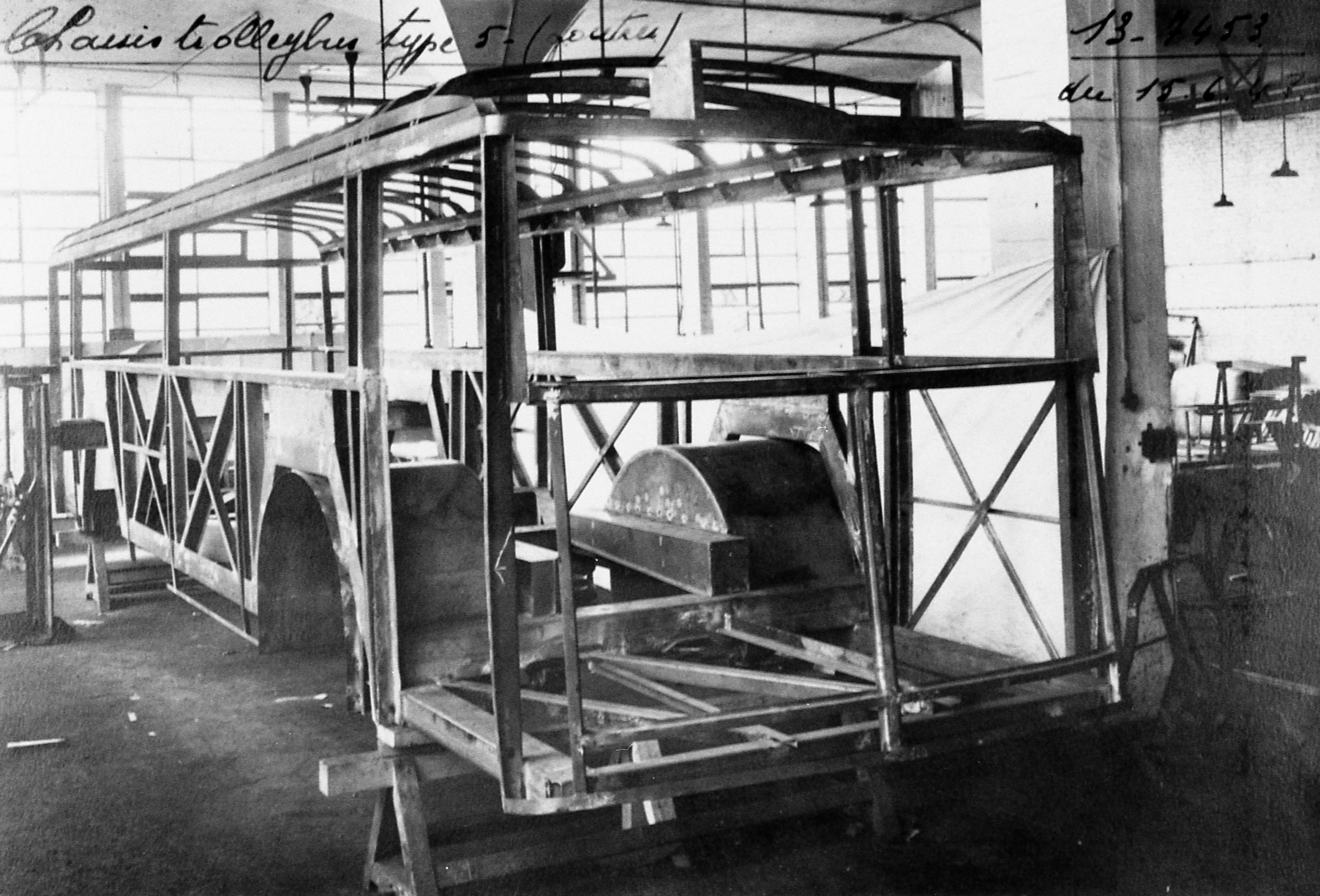
Caisse autoportante adoptée sur le prototype TB V.
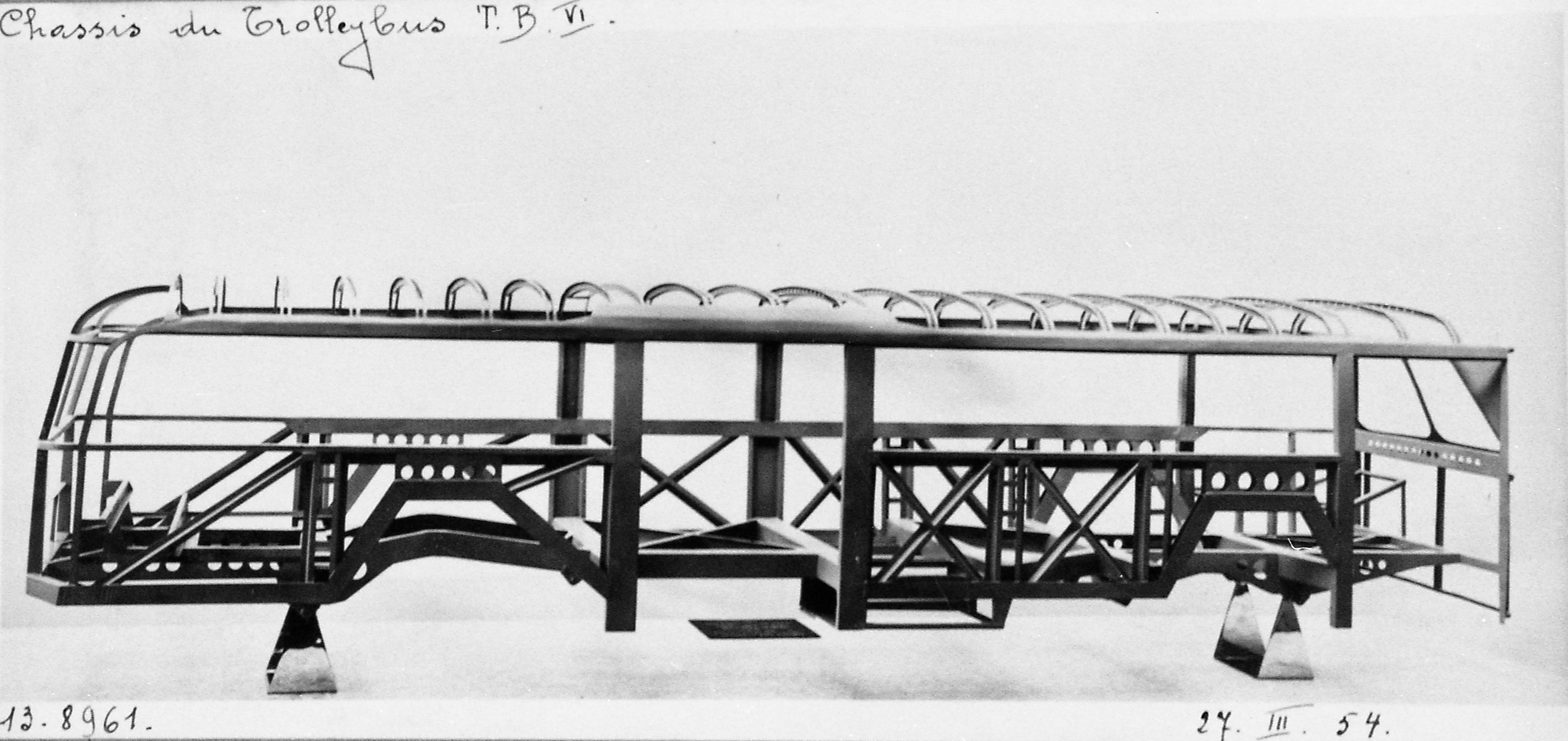
Caisse autoportante du TB VI du même principe que celle adoptée sur le prototype TB V avec un renfort au niveau de la porte centrale.

### Dimensions
| Caractéristiques générales            | Caractéristiques générales |
| ------------------------------------- | -------------------------- |
| Longueur                              |                            |
| hors-caisse                           | 11 920 mm                  |
| hors-tout                             | 12 220 mm                  |
| Largeur hors-tout (sans rétroviseurs) | 2 500 mm                   |
| Hauteur hors-caisse                   | 2 970 mm                   |
| Empattement                           | 6 420 mm                   |
| Porte-à-faux (hors-tout)              |                            |
| avant                                 | 2 600 mm                   |
| arrière                               | 3 200 mm                   |
| Rayon de braquage                     |                            |
| Angle d’attaque / Fuite               |                            |
| Masse à vide                          | 10 780 kg                  |

### Motorisation
| Motorisation                                                   | Motorisation                                     |
| -------------------------------------------------------------- | ------------------------------------------------ |
| Moteur                                                         | ACEC 1442-N-1                                    |
| Type                                                           | courant continu                                  |
| Masse [kg]                                                     | 675                                              |
| Puissance unitaire unihoraire [kW] ([ch]) à X tours par minute | 103 (140)                                        |
| Nombre dans le véhicule                                        | 1                                                |
| Disposition                                                    | dans le porte-à-faux arrière                     |
| Transmission                                                   |                                                  |
| Type de transmission                                           | électrique                                       |
| Transmission                                                   | essieu arrière                                   |
| Fonctionnement                                                 | arbre à cardan et pont moteur sur essieu arrière |
| Réduction                                                      | double                                           |
| Rapport de la première réduction                               | 9/29                                             |
| Rapport de la seconde réduction                                | 12/48                                            |
| Rapport global de démultiplication                             | 12,9                                             |

### Aménagement
Le trolleybus a une capacité de 37 places assises et 63 debout (à 7 personnes par mètre carré) ainsi qu'un poste de perception pour le receveur situé à droite après le premier essieu, ces véhicules étant exploités par deux agents, un conducteur et un receveur. Le plancher est continu à 845 mm sur l'ensemble du véhicule, l'accès se fait au moyen de trois marches (une extérieure et deux intérieures). Le véhicule dispose de deux portes doubles, l'une à l'avant dans le porte-à-faux, la seconde dans l'empattement.
| Aménagement                                                     | Aménagement |
| --------------------------------------------------------------- | --- |
| Hauteur du plancher (en charge, au dessus du plan de roulement) | 845 mm |
| Accès (en charge)                                               | - 1 marche extérieure aux portes : - 350 mm (1re porte), - 320 mm (2e porte); - 2 marches intérieures aux portes : - 260 et 235 mm (1re porte); - 285 et 240 mm (2e porte). |

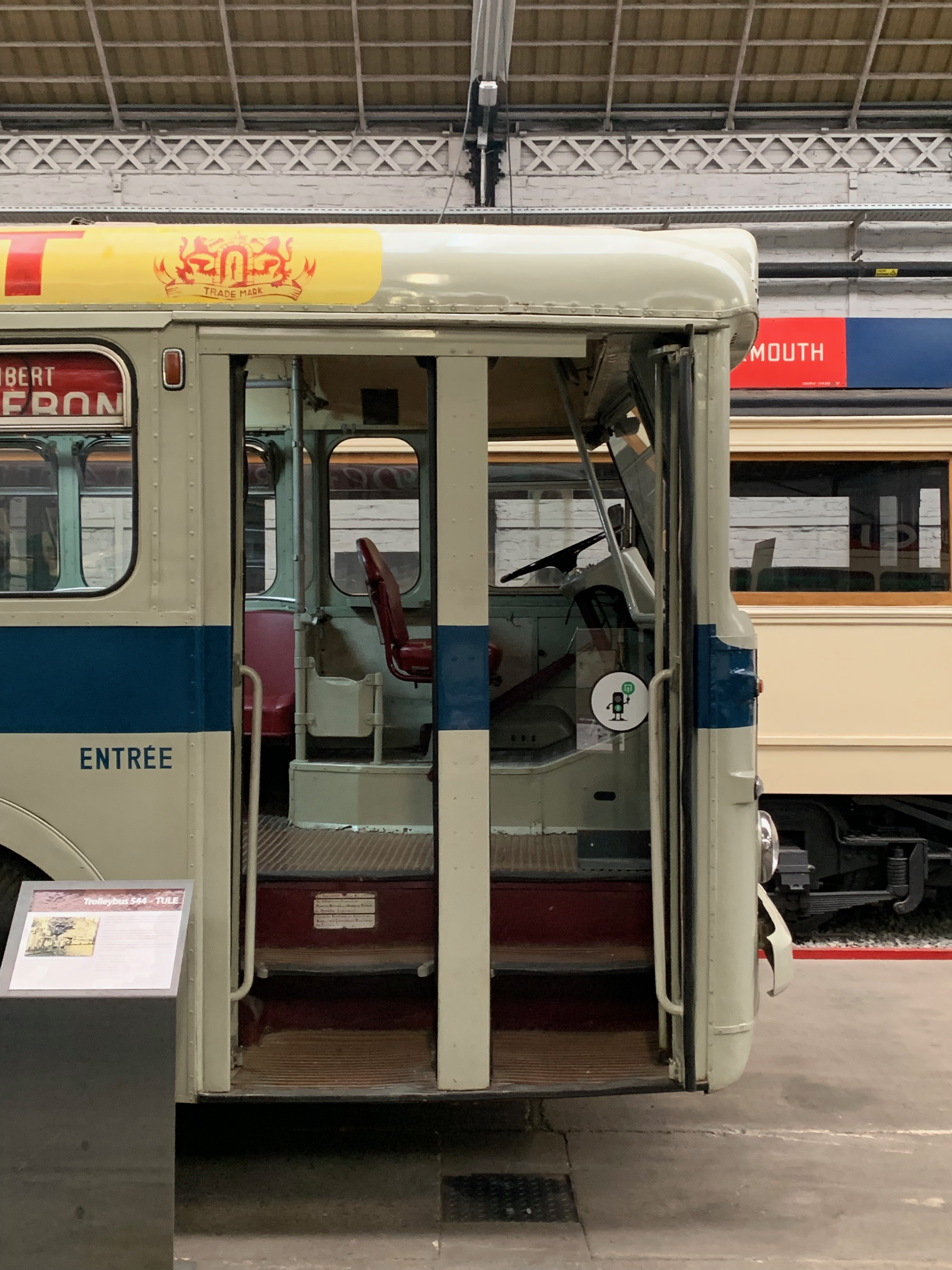
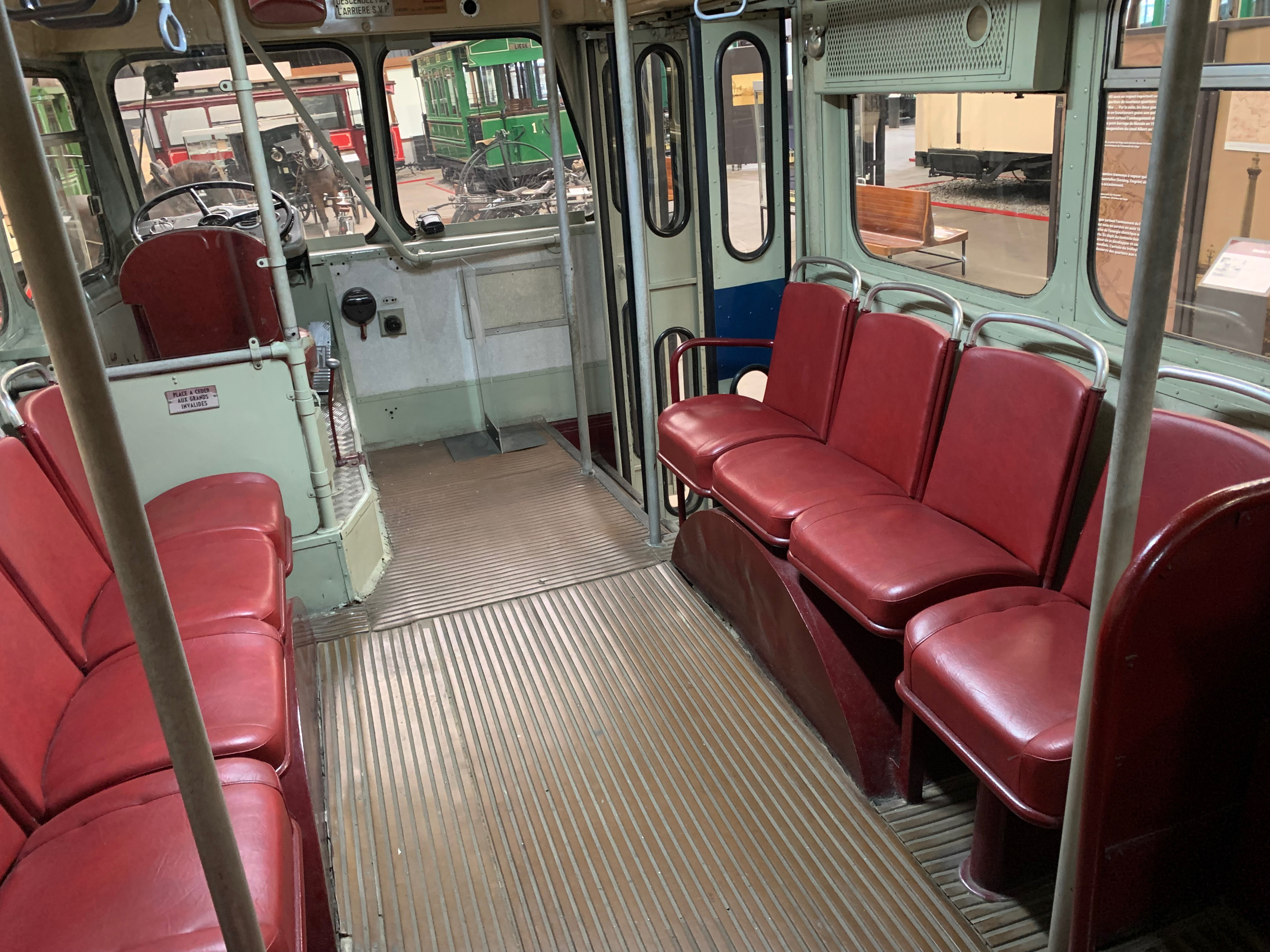
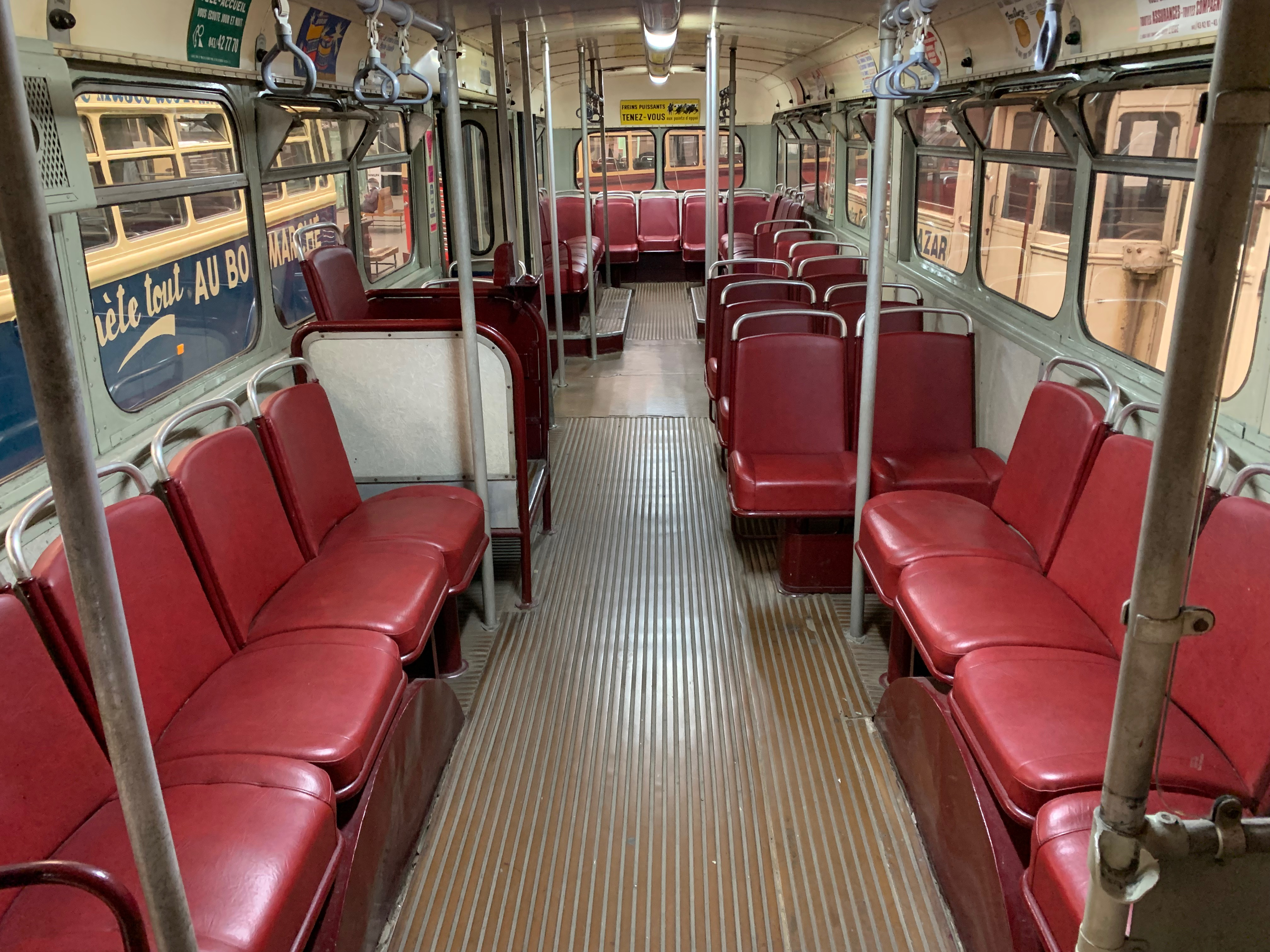
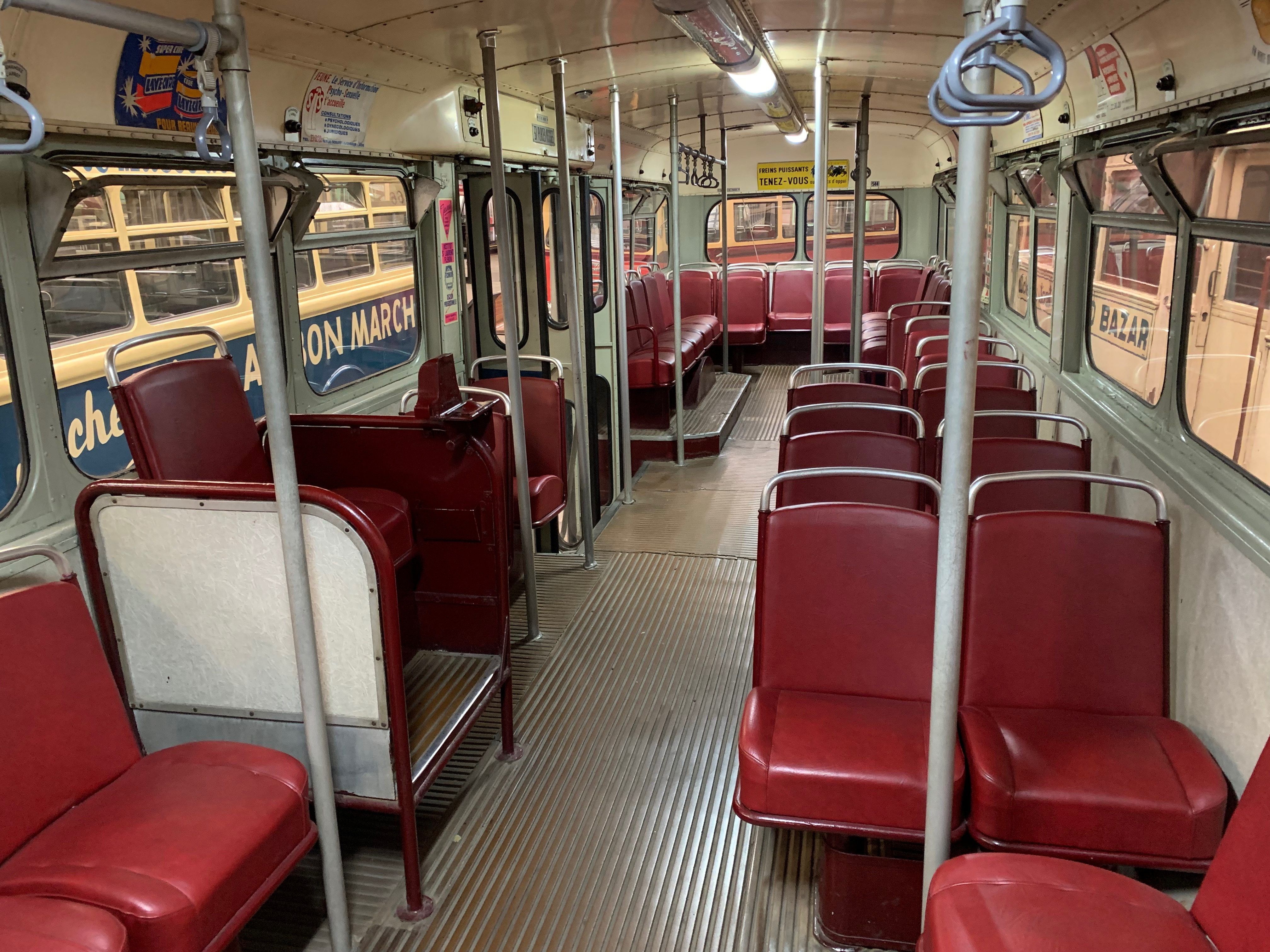
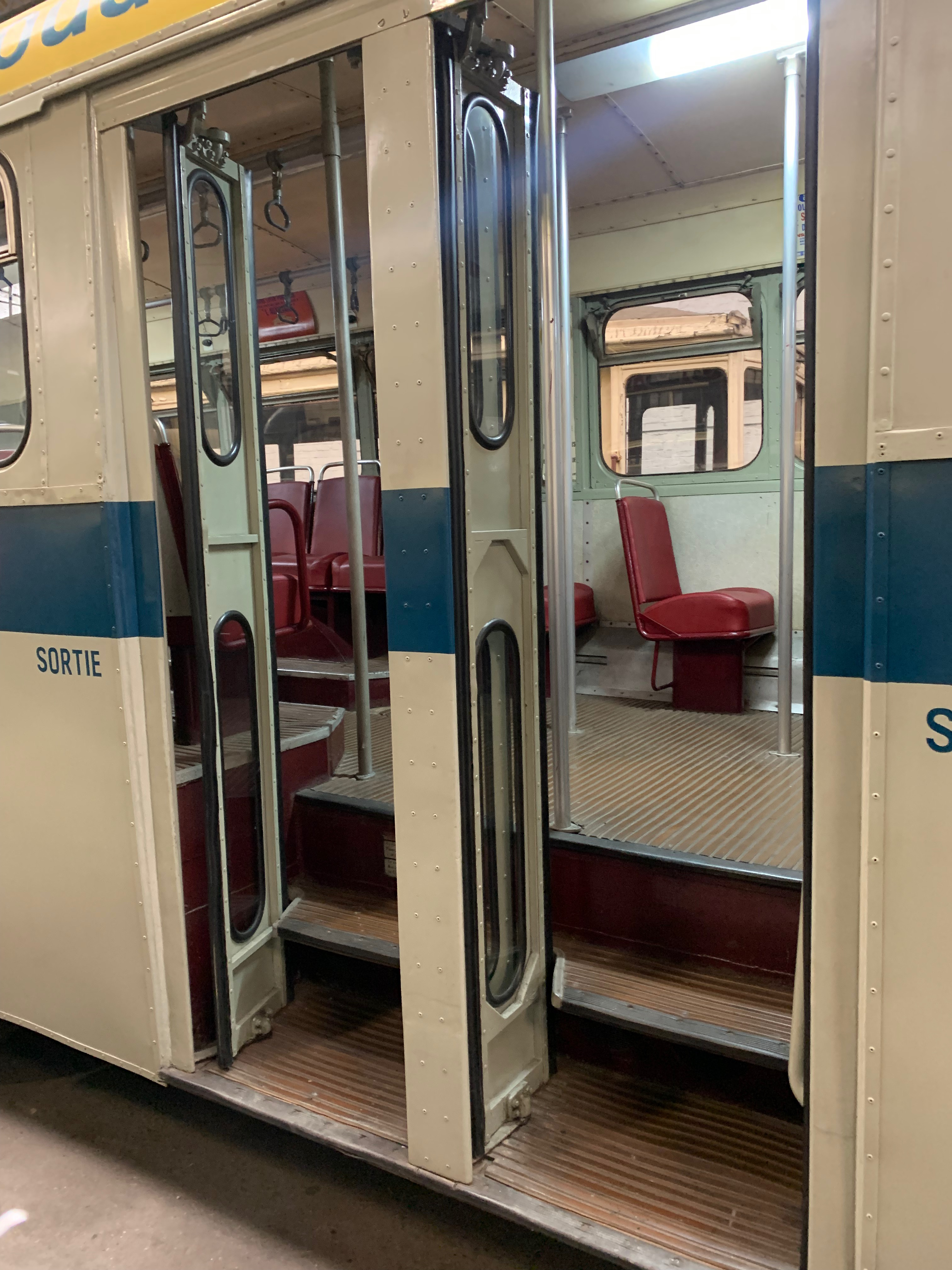
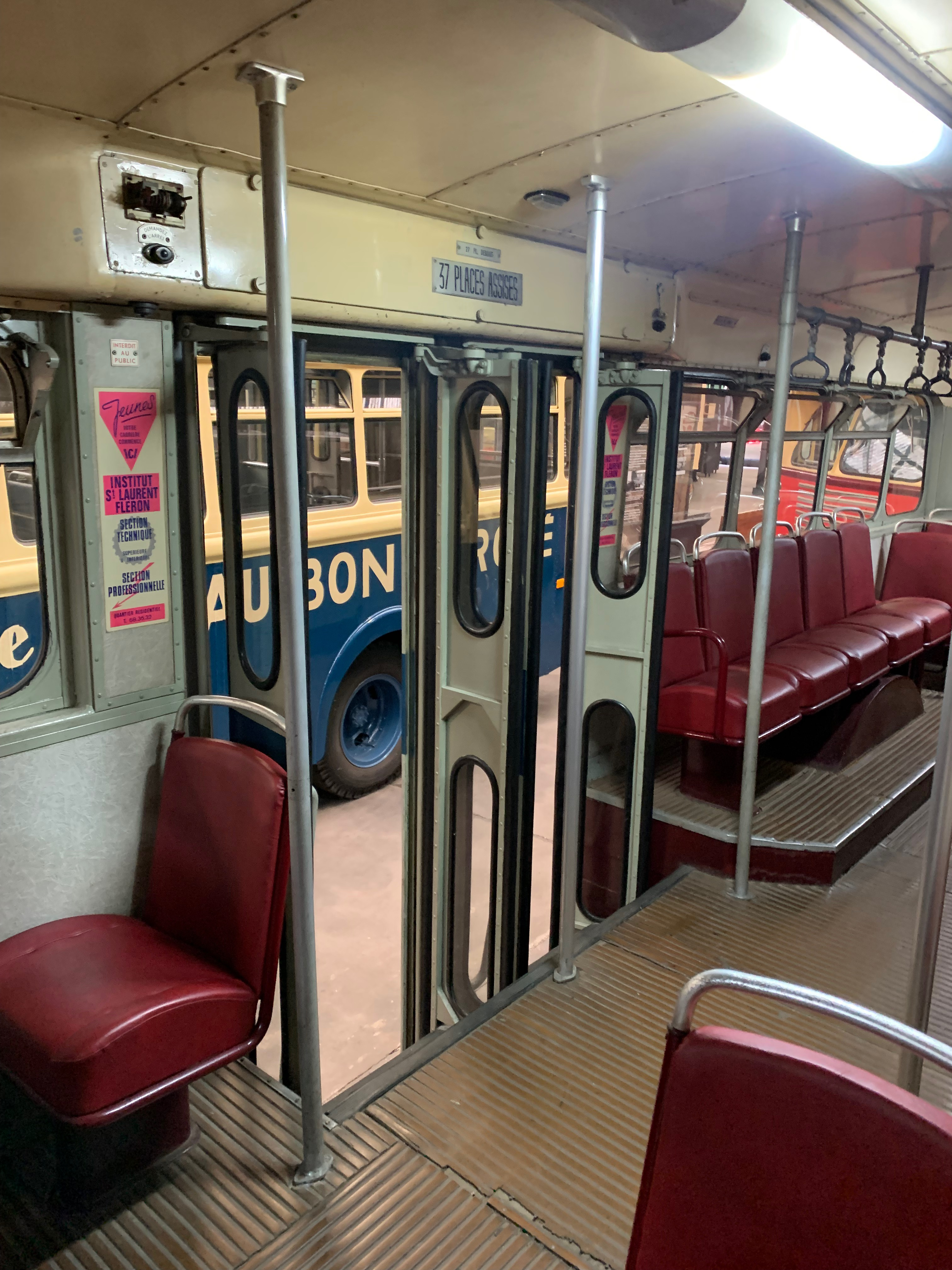
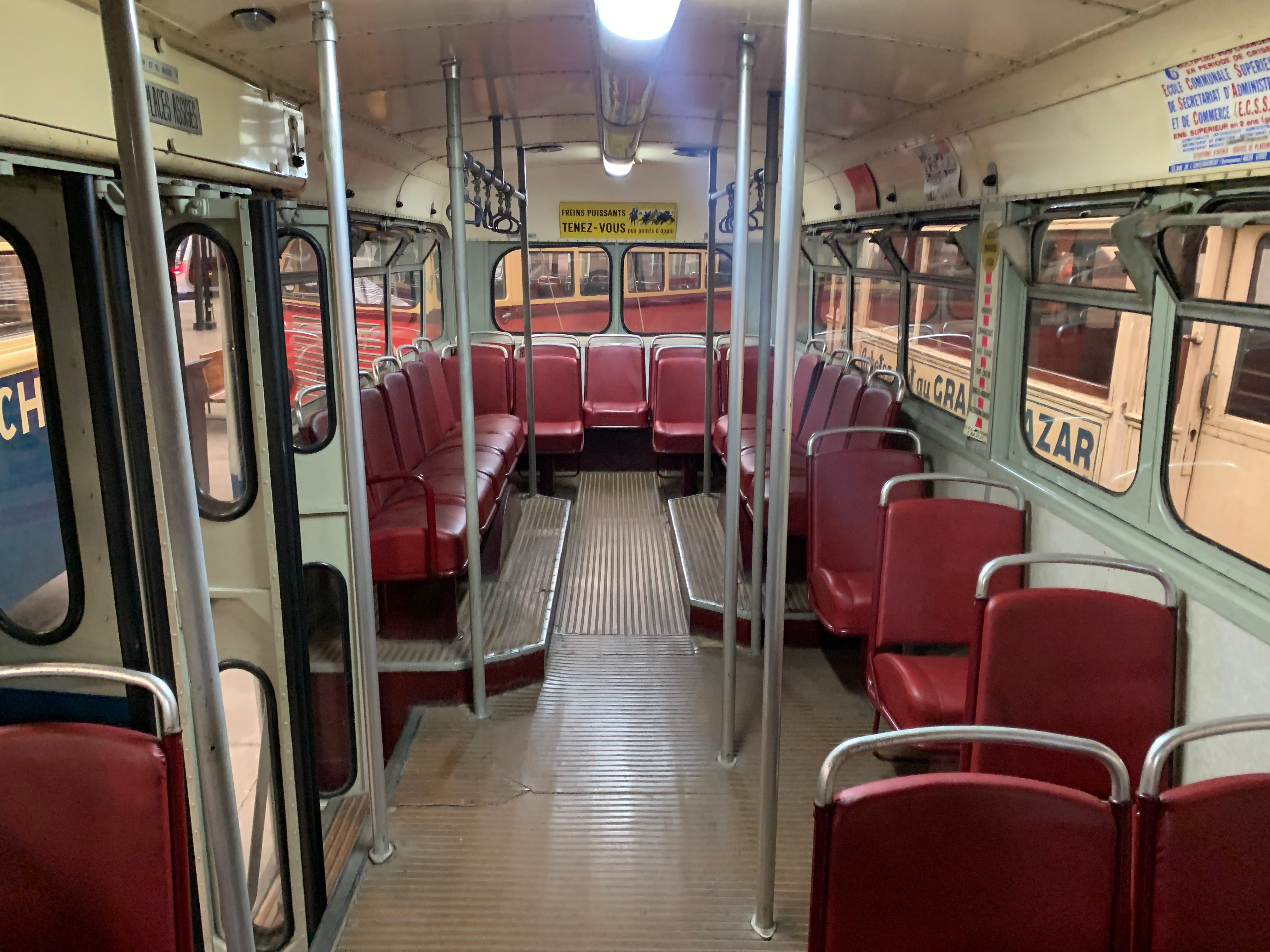
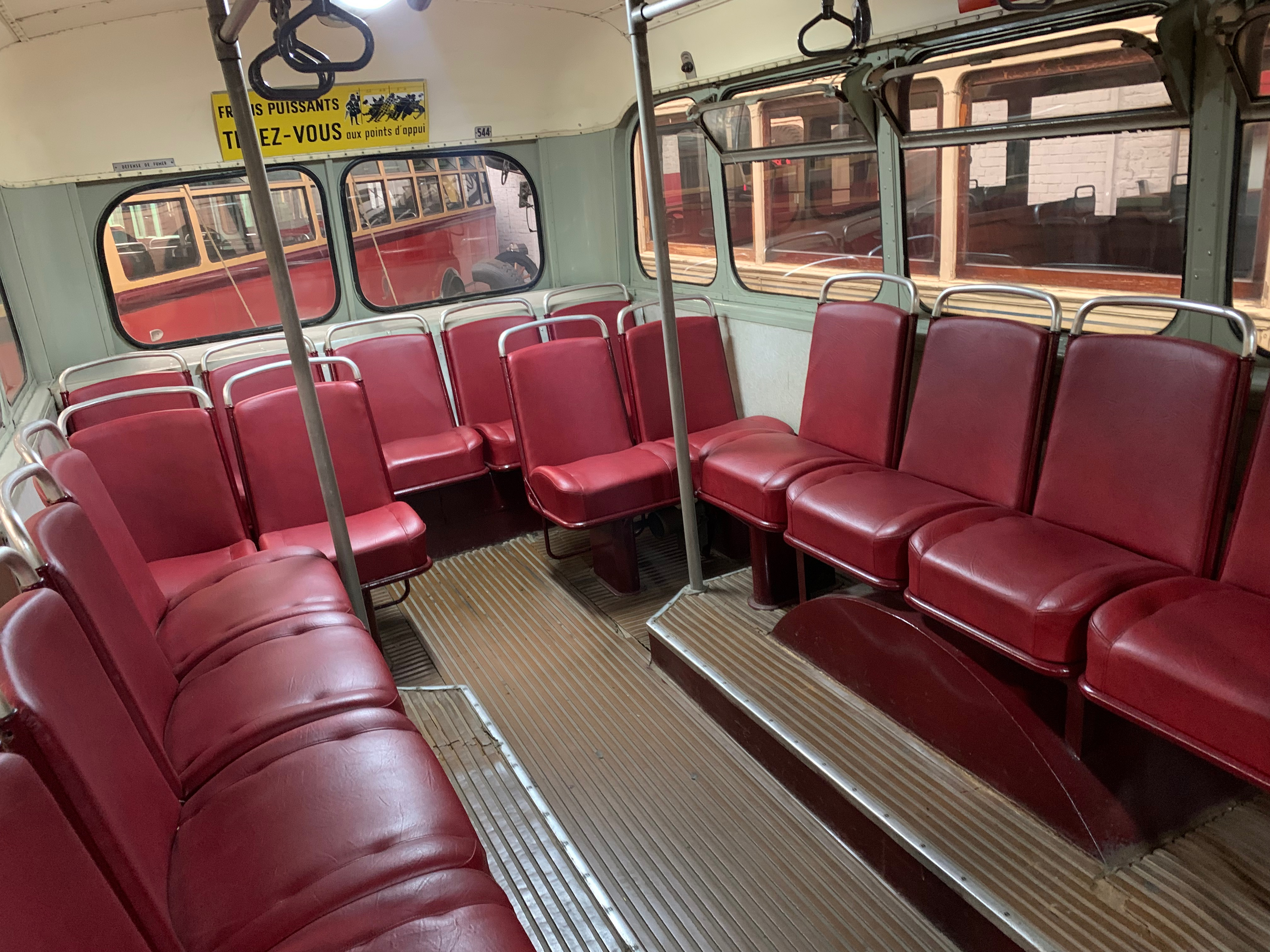

| Portes                                                          | |
| Nombre                                                          | 2 doubles côté droit. |
| Type et fonctionnement                                          | Pivotant-intérieur à 4 vantaux et fonctionnement électro-pneumatique. |
| Ouverture libre de passage                                      | - 2 × 650 mm (1re porte); - 2 × 700 mm (2e porte). |
| Capacité assise / debout / totale (à 7 pers/m2)                 | 37 / 63 / 100 |

## Matériel préservé
Le trolleybus n°544 a été préservé par le Musée des transports en commun de Wallonie et y est exposé.